# Urbain-René de Hercé
Urbain-René de Hercé (Mayenne, 2 febbraio 1726 – Vannes, 28 luglio 1795) è stato un vescovo cattolico francese.
Prese parte alle guerre di Vandea e venne giustiziato a seguito dello sbarco a Quiberon.

## Biografia
Apparteneva ad una famiglia nobile originaria del Maine; era infatti il quarto figlio di Jean de Hercé e Françoise Tanquerel.
All'età di 25 anni, nel 1751, venne ordinato sacerdote. L'8 agosto 1754 il vescovo di Nantes Pierre Mauclerc de la Musanchère lo nominò vicario generale della diocesi e il 26 maggio 1761 venne assegnato all'abbazia di Notre-Dame de Noyers, nella Turenna.
Il 15 giugno 1767 venne assegnato alla diocesi di Dol, quindi venne consacrato vescovo il successivo 5 luglio dall'allora arcivescovo coadiutore di Reims Alexandre-Angélique de Talleyrand-Périgord. Scelse come vicario generale suo fratello François de Hercé, che dal 10 gennaio 1760 era parroco a Martigné-sur-Mayenne, che arrivò a Dol il 6 settembre perché passò da Mayenne per assistere alla morte del padre, avvenuta il 23 agosto.
Dal 1780 fu membro dell'assemblea provinciale di Tours e dal 29 maggio all'11 ottobre dell'assemblea generale del clero. Agli Stati di Bretagna, ai quali assisteva regolarmente, mostrò una competenza notevole nelle questioni di amministrazione ed economia politica e nel 1783 andò a trattare dinanzi al re le questioni che interessavano la Bretagna. Per il suo lavoro agli Stati del 1784 il re lo ricompensò donandogli l'abbazia di Notre-Dame des Vaux, della diocesi di Toul.
Nel 1787 l'assemblea di Rennes lo nominò ancora a corte. Il 3 gennaio 1788 venne incaricato di rappresentare la Bretagna dinnanzi al re ed i ministri e in nome della delegazione protestò vigorosamente contro l'editto reale a favore dei protestanti e degli ebrei, ma senza successo; tuttavia prima di andarsene ribadì le sue convinzione al ministro-arcivescovo di Tolosa, Étienne-Charles de Loménie de Brienne: «ho studiato nove anni alla Sorbona e non mi hanno insegnato che un vescovo, ministro del suo re, poteva essere il protettore degli eretici». I suoi co-deputati e l'assemblea del clero richiesero di sollevarlo dall'incarico e infatti nel 1789 non rappresentò il clero all'Assemblea nazionale.
Fu critico della Rivoluzione francese, non prestò giuramento alla costituzione secondo quanto stabilito dalla costituzione civile del clero, e anzi il 3 dicembre 1790 aderì al documento dei vescovi-deputati contro la costituzione civile. L'8 febbraio 1791 venne citato in giudizio dal Direttorio per essere "refrattario ai decreti dell'Assemblea e per aver turbato l'ordine pubblico", si ritirò quindi con suo fratello François e Michel Thoumin des Vauxponts il 1º aprile 1791 a Mayenne, poi nel marzo 1792 si spostarono nel Bas-Maignée e con suo fratello a Laval fu arrestato il 23 marzo 1791. Fu incarcerato ai Cordeliers, come tutti gli altri sacerdoti refrattari, ma si imbarcò più tardi a Saint-Malo per l'Inghilterra il 15 ottobre 1792.
Il 25 gennaio 1794, ricevette da Roma l'ordine di contrastare il falso "vescovo di Agra", Gabriel Guyot de Folleville, e, su richiesta del marchese di Dresnay, i poteri di vicario apostolico e di gran-cappellano dell'armata preparata per uno sbarco in Bretagna che però non ebbe luogo, anche se il progetto fu ripreso più tardi con lo Sbarco a Quiberon.
Su invito del conte Joseph de Puisaye, scrisse una lettera pastorale ai fedeli di Bretagna, datata 1º gennaio 1795 e che fu diffusa in 2 000 copie. Imbarcato a Southampton il 16 giugno 1795, sbarcava il 28 giugno sulla spiaggia di Carnac e benedisse le bandiere il 3 luglio.
Alla fine della battaglia che si concluse con la vittoria dei repubblicani di Lazare Hoche, fu fatto prigioniero e condotto a piedi a Auray il 27 luglio 1795 dinanzi al tribunale militare, venne giustiziato a Vannes il giorno successivo alle 10 del mattino, insieme a suo fratello e Charles Eugène Gabriel de Virot de Sombreuil, che gli tolse il cappello con i denti così da fargli recitare la preghiera d'assoluzione per sé e i suoi quindici soldati. Tutti i cadaveri furono gettati in una fossa comune nel cimitero di Saint-Paterne. Esumati il 7 novembre 1814, i resti furono portati nella cattedrale di Vannes.

## Genealogia episcopale
La genealogia episcopale è:
- Cardinale Guillaume d'Estouteville, O.S.B.Clun.
- Papa Sisto IV
- Papa Giulio II
- Cardinale Raffaele Sansone Riario
- Papa Leone X
- Papa Paolo III
- Cardinale Francesco Pisani
- Cardinale Alfonso Gesualdo di Conza
- Papa Clemente VIII
- Cardinale Pietro Aldobrandini
- Cardinale Laudivio Zacchia
- Cardinale Antonio Barberini, O.F.M.Cap.
- Cardinale Nicolò Guidi di Bagno
- Arcivescovo François de Harlay de Champvallon
- Arcivescovo Hardouin Fortin de la Hoguette
- Cardinale Henri-Pons de Thiard de Bissy
- Cardinale Charles-Antoine de la Roche-Aymon
- Cardinale Alexandre-Angélique de Talleyrand-Périgord
- Vescovo Urbain-René de Hercé